# 1586 Thiele
1586 Thiele (1939 CJ) là một tiểu hành tinh vành đai chính được phát hiện ngày 13 tháng 2 năm 1939 bởi A. Wachmann ở Bergedorf.